# Otto Frello
'Otto Frello (6 de abril de 1924 em Ovtrup, perto de Varde – 24 de março de 2015) foi um pintor, artista gráfico, cartunista e ilustrador dinamarquês.
tto Frello recebeu o Prêmio Eurocon de 2004 como Melhor Artista. Uma praça em Varde, perto da antiga escola St. Jacobi e da igreja St. Jacobi, recebeu o seu nome.

## Vida pessoal
Frello comprou a propriedade em Brolæggerstræde 2 em Copenhague em 1966 e viveu lá com sua família até sua morte..